# Fruktose
Fruktose er et kulhydrat. Fra planter findes fruktose i nektar (og dermed honning), træer og frugter (vin), blomster, bær og grøntsager. Fruktose er meget sødere end sakkarose (sukker), se graf "Relativ sødme".
Industriel fruktose udvindes fra sukkerrør, sukkerroer og sukkermajs. Crystalline fructose (engelsk) er en krystalliseret, tørret, malet og ultraren fruktose. High-fructose corn syrup (HFCS) er en blanding af glukose og fruktose som monosakkarider. Sukrose er et stof med et glukosemolekyle kovalent bundet til et molekyle af fruktose.
Bemærk at sukker, det hvide vi anvender i husholdningen, er en kemisk forbindelse af 50% fruktose og 50% glukose.

## Sundhed
Fruktose giver ikke den samme mæthedsfølelse som andre kulhydrater. Hjernes snydes af fruktose til at forhøje den totale mængde af fødevareindtag, da signalstoffet leptin ikke fungerer efter hensigten.  
Fruktose ligner glukose. Fruktose fordøjes radikalt anderledes
end det livsvigtige glukose - og Leptin og insulin påvirkes. 
Fordøjelse af fruktose kan virkningsmæssigt sidestilles med fordøjelse af alkohol, dog uden forbrænding og forgiftning af hjernen – beruselse. Men dog med forgiftning af lever, intolerans m.m..
HFCS og fruktose er skyld i den vestlige verdens livsstilssygdomme som fedme,  diabetes II, forhøjet blodtryk, inflammatoriske sygdomme m.f..

## HFCS og Fruktose: Egenskaber i industrien
Alle former for fruktose, herunder også frugt og juice, tilsættes i industrien til drikke- og fødevarer, halv- og helfabrikata, for at forbedre egenskaber der normalt kræve et højt niveau af håndværk.
I meget af fødevareindustrien tilsættes High fructose corn syrup (HFCS) til sodavand, brød, pålæg, morgenmad etc. på grund af HFCS ekstrem lave pris, høje sødme- og konsistensforbedrende-, samt fugtighedspræserverende egenskaber.
HFCS har følgende egenskaber:
- Konsistens, forbedring
- Fugtighedspræserverende
- Bruning
- Stabilitet, ex. temperatur resistent
- Tekstur, forbedring
- Bageevne, forbedring

Egenskaberne anvendes eksempelvis i følgende industriprodukter:
- Sødme og stabilitet – Sodavand
- konsistens og tekstur – is og kager;
- Bruning, tekstur og fugtighedspræserverende – brød.

## Regulering
Trods talrige beviser på fruktoses negative egenskaber i forhold til folkesundheden er fruktose, trods toxiske effekter, ikke reguleret på statsligt niveau. Andre toxiner der er reguleret er alkohol, tobak, chokolade, euforiserende stoffer m.v.

## Historie
Fruktose findes blandt andet i grøntsager, frugt og honning. 1975 introduceres HFCS til de internationale vestlige markeder.
Indtag pr. dag i USA:
- 1938 14-17gm/dag.
- 1977 37gm/dag.
- 1994: 54,7 gm/dag.
- efter 1994 mangler data men stigende.